# Zoologie

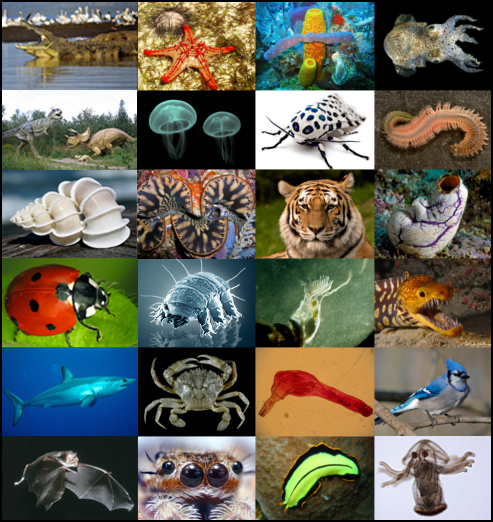
Die Zoologie befasst sich mit der Tierwelt

Die Zoologie (altgriechisch ζῷον zōon, deutsch ‚Tier‘, ‚lebendes Wesen‘ und -logie), auch Tierkunde, ist die Disziplin der Biologie, deren Forschungsgegenstand die Tiere (Animalia), insbesondere die vielzelligen Tiere (Metazoa) sind. Die Zoologie untersucht mit verschiedenen naturwissenschaftlichen Methoden Gestalt und Körperbau (Morphologie, Anatomie), Lebenstätigkeiten (Physiologie), Entwicklungs- und Stammesgeschichte (einschließlich Paläozoologie), Erbgeschehen (Genetik), Umweltbeziehungen (Ökologie), Verbreitung (Zoogeographie) sowie das Verhalten (Verhaltensbiologie) der Tiere und erstellt eine Systematik des Tierreiches. Die meisten Zoologen haben heute Biologie als Studienfach studiert. Aber auch Tierärzte, Forstwissenschaftler und Geographen arbeiten teilweise als Zoologen.

## Teilgebiete der Zoologie
- Allgemeine Zoologie (Bau, Leben, Fortpflanzung, Entwicklung)
- Spezielle Zoologie (Bearbeitung der zoologischen Vielfalt, Namensherleitung von Spezies)
- Systematik/Taxonomie (Stammesgeschichte/Ordnen/Kategorisieren)
- Morphologie (äußerer Bau eines Tieres)
- Anatomie (innerer Bau eines Tieres)
  - Zellbiologie (Zytologie)
  - Histologie
- Physiologie (Lebensvorgänge, Funktion der Organe)
- Verhaltensbiologie
- Embryologie (Individualentwicklung)
- Zoogeographie (Geozoologie)
- Ökologie
- Angewandte Zoologie

## Wissenschaften von Tiergruppen in der Zoologie (Auswahl)
- Arachnologie (Spinnentierkunde)
- Entomologie (Insektenkunde)
- Herpetologie (Amphibien- und Reptilienkunde)
- Ichthyologie (Fischkunde)
- Mammalogie (Säugetierkunde)
- Ornithologie (Vogelkunde)
- Malakologie (Weichtierkunde)

## Studium der Zoologie
Das Studium der Zoologie ist in Deutschland, Österreich und der Schweiz Bestandteil eines Biologiestudiums. Naturwissenschaftliche Grundlagen wie Physik, Chemie, Mathematik (hier vor allem Statistik), Botanik und Mikrobiologie sind anfänglich ebenfalls wichtig und ein großer Baustein auf dem Weg zur Spezialisierung auf ein zoologisches Fach im Fortgeschrittenenstudium (meist Master). Nahezu alle Teilgebiete der Zoologie setzen eine sehr gute Kenntnis in Biochemie und Molekularbiologie voraus. Dies gilt auch für solche klassischen Fächer wie die Morphologie, die Anatomie, die Evolutionsforschung und Taxonomie. In den ersten vier bis sechs Semestern wird den Biologiestudierenden eine Fülle von theoretischen und praktischen Lehrveranstaltungen angeboten. Zoologische Schwerpunkte sind je nach Angebot der Universität meist in Master Studiengängen der Ökologie, Landschaftsökologie, Meeresbiologie und der Biodiversitätsforschung zu finden. Hier beginnt die Konzentrierung auf einige Wahlfächer innerhalb der Biologie. Häufig wird die experimentelle Arbeit in kleinen Gruppen noch wichtiger. Innerhalb der Zoologie wird in allen Universitäten eine Fülle von Praktika angeboten, die meist ganztägig und täglich über mehrere Wochen (manchmal auch über ein ganzes Semester) durchgeführt werden. Viele zoologische Praktika sind auch so angelegt, dass sie das „forschende Lernen“ unterstützen.
Zoologie ist ein sehr facettenreiches Fach. Daher ist die Kombination mit einem Nebenfach, sofern es die Bachelor-Prüfungsordnung zulässt, interessant. Die Grundlagen der Verhaltensforschung werden häufig mit Psychologie kombiniert. Bei einer Ausrichtung auf Neurobiologie ist Physik und Informatik besonders hilfreich und wird häufig dazu studiert.
Ungefähr die Hälfte der Zoologiestudenten beginnt nach ihrer Masterarbeit mit einer Doktorarbeit.

### Praktika
Neben dem regulären Studiengang gibt es meist Möglichkeiten an der Forschungsarbeit in den Instituten teilzunehmen. In den meisten Universitäten läuft dies unter der Bezeichnung „freie Mitarbeit“ oder Projektpraktikum, und meist wird die Mitarbeit in Form einer Bescheinigung bestätigt.

### Standorte
Der Studienführer Biologie zählt in Deutschland 54 Standorte, an denen das Fach studiert werden kann. Die Studienpläne und Studienordnungen an den verschiedenen Universitäten im Fach Zoologie sind recht unterschiedlich. Die Ausprägungen der zoologischen Arbeitsgruppen ist sehr verschieden: Manche arbeiten explizit tierökologisch, zoologisch, wildbiologisch, andere vermitteln zoologische Grundlagen in der Genetik, Neurobiologie, Ökologie, Evolutionsbiologie oder einem anderen Fach der Zoologie.
Master-Studiengänge der Zoologie werden von den Universitäten Basel, Wien, Graz, Innsbruck und Salzburg angeboten. Andere Hochschulen haben die Trennung von Zoologie, Botanik und anderen klassischen Fachrichtungen der Biologie aufgegeben und integrierten die zoologischen Aspekte in speziellere, beispielsweise physiologisch oder ökologisch ausgerichtete Master-Studiengänge (Integrative Zoologie, etwa in Rostock).